# 92.9 RTL (Österreich)
92.9 RTL war ein privater österreichischer Radiosender, der vom 1. April 1998 bis August 2000 sendete. Die Studios befanden sich in Wien, 15. Bezirk, Storchengasse. Der Sender startete mit dem Slogan „92,9 RTL – Rock und Pop nonstop“ und als erster Song wurde „Jump“ von Van Halen gespielt. Zu Sendestart war der Sender zu 26 % im Eigentum der CLT-UFA (nun RTL Group) und formte den 22. Sender ihrer Radiofamilie. Die Beteiligung war vom Rundfunkgesetz auf 26 % begrenzt, RTL hatte jedoch die unternehmerische Führung ausgeübt. Neun weitere Gesellschafter der Wiener Wirtschaft teilten sich die restlichen 74 %. Die Zielsetzung des Senders was eine Zielgruppe der bis 39-Jährigen und er sollte innerhalb der nächsten zwei Jahre zu den Top 3 der Wiener Radiosender zählen.
Zusätzlich zur technischen Reichweite von 2,5 Millionen Hörern in Wien und Umland durch terrestrische Verbreitung wurde der Sender mit Oktober 1998 auch in das Kabelnetz von Telekabel (nun UPC Austria) eingespeist.

## Moderatorenteam  und Geschäftsführung zum Sendestart
- Die Morgencrew: Barbara Karlich „Barbarella“ und Ciro de Luca mit Sidekick Jörg Klettenheimer
- Vormittag: Ingrid Rehusch
- Drivetime: Harald Huto
- Abend: Markus Waibel
- Nacht: Veronika Pavlicek
- Weitere Moderatoren: Armin Doppelbauer, Andi Hufnagel, Christian Klaus, Jens Diestel, Andreas Reissmann, Fabian Holzer, Christian „Meister Böck“, Stephan Hanzal, Gustav Götz

- Geschäftsführer: Petra Dittrich und Erich Schönberg
- Programmchef: Scott Lockwood
- Technische Leitung: Gustav Wirtl
- Nachrichtenchefin: Jasmin Dolati
- Promotionchef: Erich Schoepe

## Entwicklung
Als der erste Radiotest ernüchternde Resultate aufzeigte, wurde das Programm nach weniger als sechs Monaten on-air grundlegend verändert. Am 14. September 1998 erreichte der Sender als „92,9 RTL – Power Music Radio“ als „echter“ Rocksender (Metallica und Led Zeppelin) eine Tagesreichweite von 4,8 % in der werberelevanten Zielgruppe der 14- bis 49-Jährigen und einen Marktanteil von 3 %.
Im November 1999 verließ Programmchef Scott Lockwood den Sender. Nachfolger wurde der bisherige Musikchef Tim Hind, der zuvor bereits bei Radio CD International gearbeitet hatte. Mitte Mai 2000 verließ auch Geschäftsführer Erich Schönberg den Sender und wurde von DI Ulrich Köring, als geschäftsführender Programmdirektor ersetzt. Unter seiner Führung wurden starke Personalveränderungen vorgenommen und auch das Format in Frage gestellt. Laut Presseaussendung sollten „mit der aufwendigen Marktstudie erstmals alle Hörerpotentiale in Wien erfasst [werden], um ein längerfristig erfolgreiches Produkt im Markt zu positionieren“. Angeblich war diese Marktstudie die Basis der erneuten Formatumstellung Anfang August 2000 mit der Neuausrichtung als 92.9 HitFM. Der Wechsel ging mit Personaländerungen einher: Sandra König und Christoph Oberreiter kamen von Energy Wien, Doris Golpashin, Stefan Sailer und Michael Grohmann von Radio 88.6 und Robert Palfrader wurden Moderatoren des Senders mit neuem Format. Nachrichtenchef wurde Werner Reichel (früher bei Radio Energy und Wien-Korrespondent des BLR/Radiodienstes), Unterhaltungschef Christian Böck.
Im September 2000 veräußerte RTL Group ihre 26 % Beteiligung an die österreichische Privatradio Service Gesellschaft (PRS). Der Sender hatte zu diesem Zeitpunkt einen Höreranteil von 6 Prozent.
Seit 14. Dezember 2001 sendet auf dieser Frequenz Radio Arabella.